# Adapazarı
Adapazarı là một huyện nằm trong thành phố Sakarya của Thổ Nhĩ Kỳ. Trước năm 2012, Adapazarı từng là thành phố tỉnh lỵ (merkez ilçesi) của tỉnh Sakarya. Với dân số thời điểm năm 2009 là 399.022 người, đây từng là thành phố lớn thứ 18 tại Thổ Nhĩ Kỳ.